# Nikolai Wjatscheslawowitsch Krjukow
Nikolai Wjatscheslawowitsch Krjukow (russisch Николай Вячеславович Крюков; * 11. November 1978 in Woronesch, Sowjetunion) ist ein ehemaliger russischer Kunstturner.

## Karriere
Krjukow wurde zwischen 1996 und 2006 insgesamt zehnmal russischer Meister. Sein internationales Debüt bei Olympischen Spielen gab er 1996 in Atlanta, wo er mit der russischen Mannschaft Gold im Mannschaftsmehrkampf gewann. Im Einzelmehrkampf belegte er in der Qualifikation Rang 88.
Bei der Weltmeisterschaft 1997 gewann er Silber im Sprung und Bronze im Mannschaftsmehrkampf. Zwei Jahre später wurde er in Tianjin Weltmeister im Einzelmehrkampf, holte Silber mit der Mannschaft und Bronze am Pauschenpferd. Bei der Universiade 1999 in Palma de Mallorca siegte er am Barren und am Reck und gewann Silber im Einzelmehrkampf, im Sprung und im Mannschaftsmehrkampf.
Bei den Olympischen Spielen 2000 in Sydney gewann Krjukow Bronze im Mannschaftsmehrkampf. Im Einzelmehrkampf belegte er Rang 56 in der Qualifikation. Im Finale am Pauschenpferd erreichte er Platz acht. 2003 holte er bei der WM in Anaheim Bronze am Pauschenpferd, 2006 folgte Silber mit der Mannschaft.
Im Rahmen der Europameisterschaften gewann Krjukow 2002 Silber im Mannschaftsmehrkampf, 2005 Bronze am Pauschenpferd, 2007 Silber am Barren und 2008 Gold im Mannschaftsmehrkampf sowie Bronze am Barren.
Bei seinen dritten Olympischen Spielen 2008 in Peking wurde er mit der russischen Mannschaft Sechster. Im Einzelmehrkampf belegte er Rang 60 in der Qualifikation. Im Barrenfinale erreichte er Platz acht.
Nach seiner aktiven Laufbahn war Krjukow als Trainer der russischen Juniorennationalmannschaft tätig. Für seine sportlichen Verdienste wurde er mit dem Titel Verdienter Meister des Sports Russlands ausgezeichnet.